# Berlijns voetbalkampioenschap 1910/11 (VBB)
In 1910/11 werd het veertiende en laatste Berlijns voetbalkampioenschap gespeeld, dat georganiseerd werd door de Berlijnse voetbalbond.
BTuFC Viktoria 1889 werd kampioen en plaatste zich voor de eindronde om de Duitse landstitel. De club versloeg Lituania Tilsit en Holstein Kiel op weg naar de finale. De tegenstander in de finale was VfB Leipzig dat met 3-1 de boot in ging. Viktoria werd voor de tweede keer landskampioen.
Na dit jaar fusioneerde Berlijnse voetbalbond met de Markse voetbalbond en de Berlijnse atletiekbond onder druk van de Duitse voetbalbond omdat ze niet langer meerdere teams uit Berlijn aan de eindronde wilden laten deelnemen. Zo werd de Brandenburgse voetbalbond gevormd die met een eigen kampioenschap verderging. In het eerste seizoen waren er twee groepen van telkens tien clubs. Alle negen clubs van de Berlijnse voetbalbond plaatsten zich hiervoor. Verder plaatsten zich ook nog zes clubs uit de tweede klasse van de Berlijnse voetbalbond voor de nieuwe competitie.

## Eindstand
| Plaats | Club                          | Wed. | W  | G | V  | Saldo | Ptn   |
| ------ | ----------------------------- | ---- | -- | - | -- | ----- | ----- |
| 1.     | Berliner TuFC Viktoria 1889   | 16   | 13 | 3 | 0  | 58:25 | 29:3  |
| 2.     | Berliner FC Preußen 1894      | 16   | 14 | 0 | 2  | 72:19 | 28:4  |
| 3.     | Berliner TuFC Union 1892      | 16   | 9  | 2 | 5  | 51:37 | 20:12 |
| 4.     | Berliner FC Hertha 92         | 16   | 9  | 0 | 7  | 54:42 | 18:14 |
| 5.     | Berliner TuFC Britannia 92    | 16   | 5  | 3 | 8  | 37:42 | 13:19 |
| 6.     | Berliner TuFC Alemannia 90    | 16   | 5  | 2 | 9  | 28:48 | 12:20 |
| 7.     | Berliner BC 03                | 16   | 4  | 3 | 9  | 31:45 | 11:21 |
| 8.     | Berliner SC Minerva 93        | 16   | 3  | 2 | 11 | 19:45 | 8:24  |
| 9.     | Berliner Tennis Club Borussia | 16   | 2  | 1 | 13 | 31:78 | 5:27  |

|  | Kampioen |